# Трудовые лагеря в Тибете
Трудовые лагеря в Тибете (кит. упр. 西藏勞工營), официально известные как Программа передачи рабочей силы Тибетского автономного региона (кит. упр. 西藏自治區勞動力轉移計劃) — учреждения в Тибетском автономном районе Китайской Народной Республики для принудительного профессионального обучения тибетцев, направленного на предоставление рабочих мест и улучшение уровня жизни. Обучение в таких лагерях предполагает политическое и религиозное перевоспитание, а также изучение китайского языка.
В марте 2019 года тибетское региональное правительство выпустило программный документ «План действий по обучению фермеров и скотоводов и передаче рабочей силы на 2019–2020 годы», который предусматривает «военное (профессиональное) обучение».

## Описание
В лагерях такого типа заключённые проходят профессиональное обучение в учебных центрах, которые, по словам экспертов, похожи на трудовые лагеря. Согласно отчёту немецкого антрополога Адриана Зенца, более 500000 тибетцев, в основном фермеров и пастухов, прошли обучение в первые семь месяцев 2020 года. Также в исследовании Адриана утверждается, что эта программа приводит к тому, что большинство заключённых после освобождения попадают на низкооплачиваемые рабочие места, такие, как текстильное производство, строительство и сельское хозяйство. Однако было отмечено, что в Тибете трудовая система «потенциально менее принудительна», чем в лагерях перевоспитания Синьцзяна. Вывод исследования таков: 
Несмотря на то, что тибетцы могут добровольно участвовать в некоторых или во всех аспектах программы, и то, что в результате их доходы действительно могут возрасти, систематическое присутствие чётких индикаторов принуждения и идеологической обработки в сочетании с глубокими и постоянными изменениями в образе жизни является весьма проблематичным явлением. В контексте всё более ассимиляционной политики Пекина в отношении этнических меньшинств вполне вероятно, что эта программа будет способствовать долгосрочной утрате языкового, культурного и духовного наследия.

## Реакция
- Китай: Представители Тибетского автономного района выступили в защиту «программы профессионального обучения», заявив, что она позволяет местным жителям приобретать новые рабочие навыки и повышать уровень жизни. Тибетцев не принуждают к участию в программе, и если они всё-таки решатся на участие в программе, у них будет выбор пройти обучение, которое они хотят, например, вождению или сварке[1][3].